# Живой труп (фильм, 1918)
«Живо́й труп» — российский немой фильм 1918 года по одноимённой пьесе Льва Николаевича Толстого, режиссера Чеслава Сабинского. Фильм не сохранился.

## Сюжет
Фёдор Протасов (Владимир Максимов), мучается убеждением, что его жена Лиза (Клавдия Алексеева) никогда не выбирала между ним и Виктором Карениным (Осип Рунич), претендентом на её руку. Он хочет убить себя, но у него не хватает смелости. Убегая от своей жизни, он попадает к цыганам и вступает в отношения с певицей Машей (Вера Холодная). Однако он бежит и от этой жизни в связи с неодобрением родителей Маши. Он снова хочет убить себя, но ему не хватает сил. Тем временем его жена, предполагая, что Протасов мёртв, вышла замуж за другого человека. Когда Протасов объявился, её обвинили в двоемужестве и в организации исчезновения мужа. Он появляется на суде для дачи показаний, при этом жена не знала о том, что он был жив. В итоге, она должна либо отказаться от своего нового мужа, либо быть сослана в Сибирь. Протасов застрелился.

## Съёмочная группа
- Сценарист — Чеслав Сабинский
- Режиссёр — Чеслав Сабинский
- Операторы — Александр Рылло, Владимир Сиверсен
- Художник — Алексей Уткин

## В ролях
- Владимир Максимов — Фёдор Протасов
- Клавдия Алексеева —  жена Протасова, Лиза
- Осип Рунич — Виктор Каренин
- Вера Холодная — цыганка Маша
- Ольга Рахманова — мать Каренина
- Иван Худолеев — Михаил Андреевич Афремов
- Арсений Бибиков — Сергей Дмитриевич Абрезков
- Наталья Белёвцева — сестра Лизы, Саша
- Михаил Массин — судебный следователь
- Василий Степанов — Петушков
- Александра Грибунина — эпизод
- Надежда Лепетич — эпизод
- О. Ленская — мать Маши
- П. Козырёв — отец Маши
- Н. Козырев — чиновник

## Интересные факты
- Фильм «Живой труп» Чеслава Сабинского — вторая русская экранизация пьесы Льва Толстого.
- Премьера фильма состоялась 11 июня 1918 года.
- После того как фильм показали на экране он получил отрицательную оценку публики.
- Фильм не сохранился.